# 川辺ダム (鹿児島県)
川辺ダム（かわなべダム）は、鹿児島県南九州市、二級河川・万之瀬川本流上流部に建設されたダムである。
鹿児島県が管理を行う県営ダムで、高さ53.5メートルの重力式コンクリートダム。県営ダムとしては鹿児島県最大規模である。万之瀬川の治水と南九州市への利水を目的に国庫の補助を受けて建設された補助多目的ダム。ダムによって形成された人造湖は、さつま川辺湖（さつまかわなべこ）と命名された。

## ダムの役割
- 万之瀬川の洪水調節
- 県の工業用水の確保

など、詳細は川辺ダム定礎

## アクセス
- 南九州市役所川辺支所より13km 国道225号線から案内板あり
- 南薩縦貫道南九州川辺ダムインターチェンジより約1分
- 鹿児島市立錫山小中学校より6.6km